# 埼玉県第3区
埼玉県第3区（さいたまけんだいさんく）は、日本の衆議院議員総選挙における選挙区。1994年（平成6年）の公職選挙法改正で設置。

## 区域

### 現在の区域
2022年（令和4年）公職選挙法改正以降の区域は以下のとおりである。草加市が14区に移行した一方、13区に編入した越谷市の一部が復帰して、2区だった川口市の一部が本区へ入った。
- 川口市
  - 東川口駅前行政センター（旧戸塚支所）[4]管内
  - 神根支所管内の一部
    - 大字安行領根岸（290〜676・711・712番地を除く）、大字安行領在家（113〜116番地・226〜282番地を除く）、大字道合、大字神戸、大字木曽呂（1313・1336・1341・1365・1369〜1372・1392〜1399・1409・1419〜1427・1450・1459〜1462・1467・1468・1473・1477〜1479・1486〜1488・1492〜1524・1528〜1560番地を除く）、大字源左衛門新田、大字東内野、大字石神、大字赤芝新田、大字赤山、大字新井宿、大字西新井宿

  - 安行支所管内の大字安行慈林614〜629番地
- 越谷市

### 2017年から2022年までの区域
2017年（平成29年）公職選挙法改正から2022年の小選挙区改定までの区域は以下のとおりである。2017年の区割り変更により、越谷市の一部が13区へ移行している。
- 草加市
- 越谷市（東武伊勢崎線、国道4号、元荒川で区切られた地域［越谷市第17〜22及び第66投票区］以外の地域）
  - 赤山町1〜5丁目、赤山本町、東町1〜6丁目、伊原1・2丁目、大字大里、大沢、大沢1〜4丁目、大字大杉、大字大泊、大字大林、大字大房、大字大松、大間野町1〜5丁目、大字大吉、大字小曽川、大字上間久里（976〜1075番地を除く）、大字蒲生、蒲生1〜4丁目、蒲生茜町、蒲生旭町、蒲生愛宕町、蒲生寿町、蒲生西町1・2丁目、蒲生東町、蒲生本町、蒲生南町、川柳町1〜6丁目、瓦曽根1〜3丁目、大字北後谷、大字北川崎、北越谷1〜5丁目、越ヶ谷、越ヶ谷1〜5丁目、越ヶ谷本町、御殿町、相模町1〜7丁目、七左町1・4〜8丁目、大字下間久里、新川町1・2丁目、新越谷1・2丁目、神明町1〜3丁目、大字砂原、千間台東1〜4丁目、大成町1〜8丁目、大字中島、中島1〜3丁目、大字長島、中町、大字西新井、大字西方、西方1・2丁目、大字野島、登戸町、大字花田、花田1〜7丁目、東大沢1〜5丁目、東越谷1〜10丁目、東柳田町、大字平方、平方南町、大字袋山671〜679・681〜687・696〜699・704・728〜753・761〜805・811〜837・843・856〜888・899〜952・978〜1021・1081〜1162・1164〜1187・1191〜1218・1677・1717・1718・1756・1757・1851〜2001・2004〜2060番地、大字船渡、大字増林、増林1〜3丁目、大字増森、増森1・2丁目、大字南荻島1〜4013・4095・4096・4131〜4135番地、南越谷1〜5丁目、南町1〜3丁目、宮前1丁目、宮本町1〜5丁目、大字向畑、元柳田町、弥栄町1〜4丁目、大字弥十郎、谷中町1〜4丁目、柳町、弥生町、流通団地1〜4丁目、レイクタウン1〜9丁目

### 2017年以前の区域
1994年（平成6年）公職選挙法改正から2017年の小選挙区改定までの区域は以下のとおりである。
- 草加市
- 越谷市

## 歴史
小選挙区設置以降過去5回は、細川律夫と今井宏の議席争いが続いていた（なお第41回・第43回・第44回では敗れた方が比例復活している）。その後、第45回衆議院議員総選挙では今井が落選し政界引退したため、自民党は公募で黄川田仁志を擁立し、細川を破って第46回衆議院議員総選挙にて初当選した。第47回衆議院議員総選挙では細川を比例復活も許さず再選し、細川律夫が政界引退した。黄川田はその後も安定した票を重ね続けて当選していたが、第50回衆議院議員総選挙では自民党の裏金問題が響いて票数を大きく減らしてしまい、立憲民主党の新人の竹内千春とは約1万票差まで詰められた（竹内は比例で復活当選）。

## 小選挙区選出議員
| 選挙名                 | 年     | 当選者     | 党派       |
| ---------------------- | ------ | ---------- | ---------- |
| 第41回衆議院議員総選挙 | 1996年 | 今井宏     | 新進党     |
| 第42回衆議院議員総選挙 | 2000年 | 細川律夫   | 民主党     |
| 第43回衆議院議員総選挙 | 2003年 | 細川律夫   | 民主党     |
| 第44回衆議院議員総選挙 | 2005年 | 今井宏     | 自由民主党 |
| 第45回衆議院議員総選挙 | 2009年 | 細川律夫   | 民主党     |
| 第46回衆議院議員総選挙 | 2012年 | 黄川田仁志 | 自由民主党 |
| 第47回衆議院議員総選挙 | 2014年 | 黄川田仁志 | 自由民主党 |
| 第48回衆議院議員総選挙 | 2017年 | 黄川田仁志 | 自由民主党 |
| 第49回衆議院議員総選挙 | 2021年 | 黄川田仁志 | 自由民主党 |
| 第50回衆議院議員総選挙 | 2024年 | 黄川田仁志 | 自由民主党 |

## 選挙結果
時の内閣：第1次石破内閣 解散日：2024年10月9日 公示日：2024年10月15日
当日有権者数：38万188人 最終投票率：49.23%（前回比： 2.65%） （全国投票率：53.85%（2.08%））
| 当落 | 候補者名   | 年齢 | 所属党派     | 新旧 | 得票数   | 得票率 | 惜敗率 | 推薦・支持 | 重複 |
| ---- | ---------- | ---- | ------------ | ---- | -------- | ------ | ------ | ---------- | ---- |
| 当   | 黄川田仁志 | 54   | 自由民主党   | 前   | 76,239票 | 42.00% | ――     | 公明党推薦 | ◯    |
| 比当 | 竹内千春   | 56   | 立憲民主党   | 新   | 66,103票 | 36.42% | 86.70% |            | ◯    |
|      | 石川隆美   | 59   | 日本維新の会 | 新   | 24,442票 | 13.47% | 32.06% |            | ◯    |
|      | 馬場浩     | 67   | 日本共産党   | 新   | 14,731票 | 8.12%  | 19.32% |            |      |

- 竹内は第49回は千葉県第7区から立候補したが落選。

時の内閣：第1次岸田内閣 解散日：2021年10月14日 公示日：2021年10月19日
当日有権者数：46万2607人 最終投票率：51.88%（前回比：3.60%） （全国投票率：55.93%（2.25%））
| 当落 | 候補者名   | 年齢 | 所属党派                             | 新旧 | 得票数    | 得票率 | 惜敗率 | 推薦・支持                 | 重複 |
| ---- | ---------- | ---- | ------------------------------------ | ---- | --------- | ------ | ------ | -------------------------- | ---- |
| 当   | 黄川田仁志 | 51   | 自由民主党                           | 前   | 125,500票 | 53.63% | ――     | 公明党推薦                 | ◯    |
|      | 山川百合子 | 52   | 立憲民主党                           | 前   | 100,963票 | 43.15% | 80.45% | 日本共産党埼玉県委員会支持 | ◯    |
|      | 河合悠祐   | 40   | NHKと裁判してる党 弁護士法72条違反で | 新   | 7,534票   | 3.22%  | 6.00%  |                            |      |

- 山川は2022年10月、草加市長選挙に無所属で立候補し当選。
- 河合は2022年10月、草加市議会議員選挙に「河合ゆうすけと草加の地域再生を実現する党」で立候補し当選。第50回は埼玉県第15区から日本保守党（2023年結成の同名の政治団体とは別）公認で立候補したが落選。

時の内閣：第3次安倍第3次改造内閣 解散日：2017年9月28日 公示日：2017年10月10日
当日有権者数：45万3235人 最終投票率：48.28%（前回比：0.43%） （全国投票率：53.68%（1.02%））
| 当落 | 候補者名   | 年齢 | 所属党派     | 新旧 | 得票数   | 得票率 | 惜敗率 | 推薦・支持 | 重複 |
| ---- | ---------- | ---- | ------------ | ---- | -------- | ------ | ------ | ---------- | ---- |
| 当   | 黄川田仁志 | 47   | 自由民主党   | 前   | 95,093票 | 44.62% | ――     | 公明党     | ◯    |
| 比当 | 山川百合子 | 48   | 立憲民主党   | 新   | 73,250票 | 34.37% | 77.03% |            | ◯    |
|      | 三輪麻美   | 30   | 希望の党     | 新   | 29,867票 | 14.01% | 31.41% |            | ◯    |
|      | 谷古宇勘司 | 66   | 日本維新の会 | 新   | 10,864票 | 5.10%  | 11.42% |            | ◯    |
|      | 石川英行   | 54   | 無所属       | 新   | 2,040票  | 0.96%  | 2.15%  |            | ×    |
|      | 飯田剛     | 58   | 幸福実現党   | 新   | 2,009票  | 0.94%  | 2.11%  |            |      |

- 谷古宇は第50回は栃木県第5区から立候補したが落選。

時の内閣：第2次安倍改造内閣 解散日：2014年11月21日 公示日：2014年12月2日
当日有権者数：46万5154人 最終投票率：48.71%（前回比：7.01%） （全国投票率：52.66%（6.66%））
| 当落 | 候補者名   | 年齢 | 所属党派   | 新旧 | 得票数    | 得票率 | 惜敗率 | 推薦・支持 | 重複 |
| ---- | ---------- | ---- | ---------- | ---- | --------- | ------ | ------ | ---------- | ---- |
| 当   | 黄川田仁志 | 44   | 自由民主党 | 前   | 107,986票 | 49.64% | ――     | 公明党     | ○    |
|      | 細川律夫   | 71   | 民主党     | 元   | 75,715票  | 34.80% | 70.12% |            | ○    |
|      | 宮川雅之   | 40   | 日本共産党 | 新   | 33,858票  | 15.56% | 31.35% |            |      |

時の内閣：野田第3次改造内閣 解散日：2012年11月16日 公示日：2012年12月4日
当日有権者数：45万9854人 最終投票率：55.72%（前回比：7.91%） （全国投票率：59.32%（9.96%））
| 当落 | 候補者名   | 年齢 | 所属党派     | 新旧 | 得票数   | 得票率 | 惜敗率 | 推薦・支持 | 重複 |
| ---- | ---------- | ---- | ------------ | ---- | -------- | ------ | ------ | ---------- | ---- |
| 当   | 黄川田仁志 | 42   | 自由民主党   | 新   | 87,695票 | 35.53% | ――     | 公明党     | ○    |
|      | 細川律夫   | 69   | 民主党       | 前   | 58,590票 | 23.74% | 66.81% | 国民新党   | ○    |
|      | 谷古宇勘司 | 62   | 日本維新の会 | 新   | 46,136票 | 18.69% | 52.61% |            | ○    |
|      | 宮瀬英治   | 35   | みんなの党   | 新   | 37,034票 | 15.01% | 42.23% |            | ○    |
|      | 広瀬伸一   | 56   | 日本共産党   | 新   | 17,346票 | 7.03%  | 19.78% |            |      |

- 宮瀬は2013年東京都議会議員選挙（板橋区選挙区）に立候補し当選。

時の内閣：麻生内閣 解散日：2009年7月21日 公示日：2009年8月18日
当日有権者数：45万1668人 最終投票率：63.63%（前回比：0.47%） （全国投票率：69.28%（1.77%））
| 当落 | 候補者名 | 年齢 | 所属党派   | 新旧 | 得票数    | 得票率 | 惜敗率 | 推薦・支持 | 重複 |
| ---- | -------- | ---- | ---------- | ---- | --------- | ------ | ------ | ---------- | ---- |
| 当   | 細川律夫 | 66   | 民主党     | 前   | 167,432票 | 60.01% | ――     |            | ○    |
|      | 今井宏   | 68   | 自由民主党 | 前   | 103,369票 | 37.05% | 61.74% |            | ○    |
|      | 飯田剛   | 50   | 幸福実現党 | 新   | 8,194票   | 2.94%  | 4.89%  |            |      |

時の内閣：第2次小泉改造内閣 解散日：2005年8月8日 公示日：2005年8月30日
当日有権者数：44万1136人 最終投票率：63.16%（前回比：10.72%） （全国投票率：67.51%（7.65%））
| 当落 | 候補者名 | 年齢 | 所属党派   | 新旧 | 得票数    | 得票率 | 惜敗率 | 推薦・支持 | 重複 |
| ---- | -------- | ---- | ---------- | ---- | --------- | ------ | ------ | ---------- | ---- |
| 当   | 今井宏   | 64   | 自由民主党 | 前   | 140,010票 | 51.33% | ――     |            | ○    |
| 比当 | 細川律夫 | 62   | 民主党     | 前   | 109,816票 | 40.26% | 78.43% |            | ○    |
|      | 松沢勇   | 58   | 日本共産党 | 新   | 22,912票  | 8.40%  | 16.36% |            |      |

時の内閣：第1次小泉第2次改造内閣 解散日：2003年10月10日 公示日：2003年10月28日 最終投票率：52.44%（前回比：2.58%） （全国投票率：59.86%（2.63%））
| 当落 | 候補者名 | 年齢 | 所属党派   | 新旧 | 得票数    | 得票率 | 惜敗率 | 推薦・支持 | 重複 |
| ---- | -------- | ---- | ---------- | ---- | --------- | ------ | ------ | ---------- | ---- |
| 当   | 細川律夫 | 60   | 民主党     | 前   | 104,182票 | 46.54% | ――     |            | ○    |
| 比当 | 今井宏   | 62   | 自由民主党 | 元   | 103,588票 | 46.28% | 99.43% |            | ○    |
|      | 田村勉   | 55   | 日本共産党 | 新   | 16,073票  | 7.18%  | 15.43% |            |      |

時の内閣：第1次森内閣 解散日：2000年6月2日 公示日：2000年6月13日 最終投票率：55.02%（前回比：3.49%） （全国投票率：62.49%（2.84%））
| 当落 | 候補者名 | 年齢 | 所属党派   | 新旧 | 得票数    | 得票率 | 惜敗率 | 推薦・支持 | 重複 |
| ---- | -------- | ---- | ---------- | ---- | --------- | ------ | ------ | ---------- | ---- |
| 当   | 細川律夫 | 56   | 民主党     | 前   | 105,054票 | 47.03% | ――     |            | ○    |
|      | 今井宏   | 58   | 自由民主党 | 前   | 87,344票  | 39.10% | 83.14% |            | ○    |
|      | 田村勉   | 52   | 日本共産党 | 新   | 30,997票  | 13.88% | 29.51% |            |      |

時の内閣：第1次橋本内閣 解散日：1996年9月27日 公示日：1996年10月8日 最終投票率：51.53% （全国投票率：59.65%（8.11%））
| 当落 | 候補者名 | 年齢 | 所属党派   | 新旧 | 得票数   | 得票率 | 惜敗率 | 推薦・支持 | 重複 |
| ---- | -------- | ---- | ---------- | ---- | -------- | ------ | ------ | ---------- | ---- |
| 当   | 今井宏   | 55   | 新進党     | 前   | 63,841票 | 31.41% | ――     |            |      |
|      | 野口卓爾 | 60   | 自由民主党 | 新   | 54,703票 | 26.91% | 85.69% |            | ○    |
| 比当 | 細川律夫 | 53   | 民主党     | 前   | 45,400票 | 22.34% | 71.11% |            | ○    |
|      | 熊木仁   | 39   | 日本共産党 | 新   | 25,792票 | 12.69% | 40.40% |            |      |
|      | 井上豊治 | 49   | 無所属     | 新   | 13,524票 | 6.65%  | 21.18% |            | ×    |